# 小行星3583
小行星3583（3583 Burdett）是一颗绕太阳运转的小行星，为主小行星带小行星。该小行星于1929年10月5日发现。

## 轨道参数
小行星3583的轨道半长轴为2.4330699 UA，离心率为0.176。